# Długołęka (stacja kolejowa)
Długołęka – stacja kolejowa w Długołęce, w województwie dolnośląskim, w powiecie wrocławskim, w gminie Długołęka, w Polsce, otwarta 28 maja 1868 roku. Dworzec pierwotnie leżał we wsi Sybillenort.

## Ruch pasażerski
| Rok  | Wymiana pasażerska na dobę |
| ---- | -------------------------- |
| 2017 | 200-299                    |
| 2022 | 500-699                    |

## Historia
W niedalekiej odległości od dworca, 9 lipca 1977 roku, miał miejsce wypadek kolejowy, w którym zginęło 11 osób, a 40 zostało rannych.

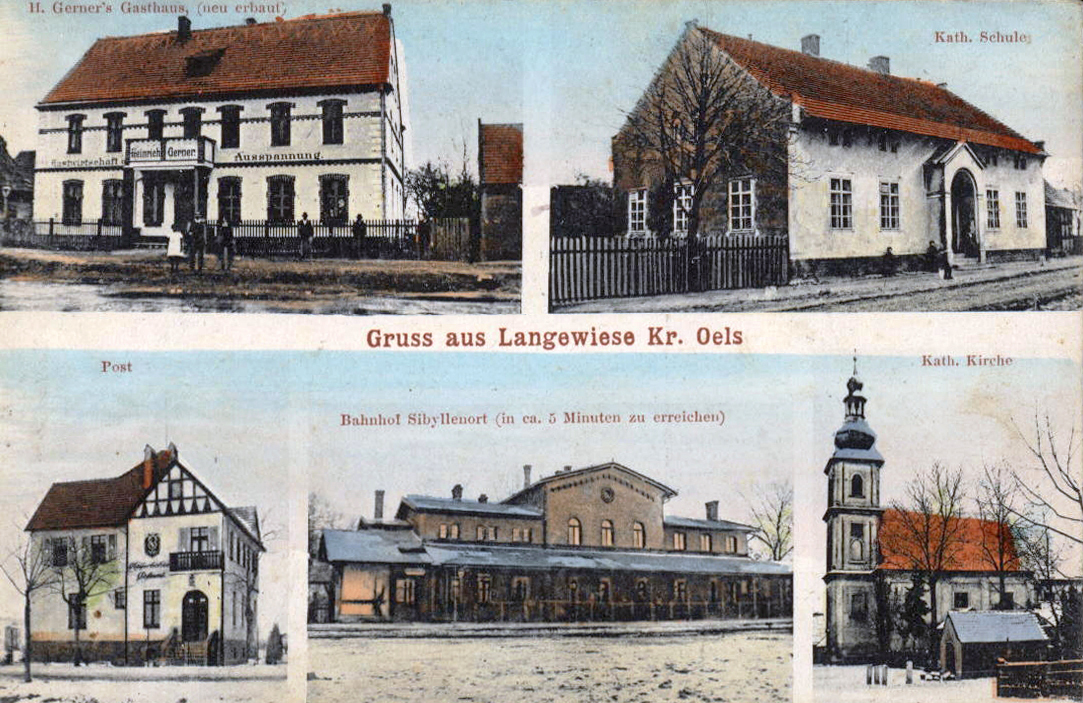
Dworzec (drugi od lewej u dołu) na przedwojennej widokówce